# Louis de Noailles

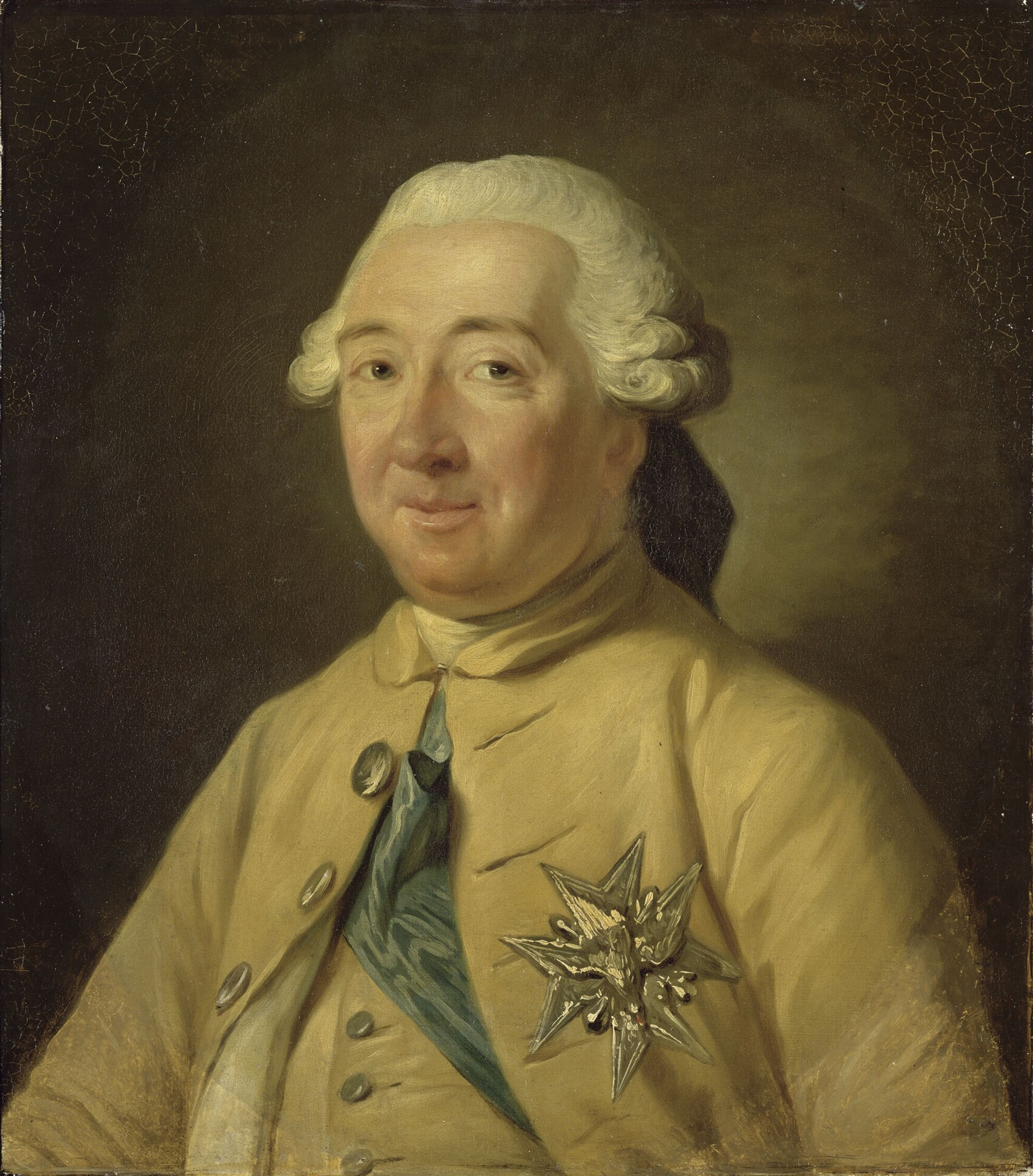
Louis de Noailles

Louis de Noailles, Herzog von Ayen, Herzog von Noailles, von 1737 bis 1766 duc d'Ayen, seit 1766 duc de Noailles, (* 21. April 1713; † 22. August 1793) war Marschall von Frankreich.

## Leben und Wirken
Louis de Noailles war der älteste Sohn des Marschalls Adrien-Maurice de Noailles (1678–1766) und seiner Frau Françoise Charlotte d’Aubigné, Nichte von Madame de Maintenon.
Louis war der ältere Bruder des Marschalls Philippe de Noailles, duc de Mouchy. Marie-Victoire de Noailles, Schwiegertochter von Ludwig XIV. war seine Tante.
Er erhielt für die in mehreren Feldzügen in Flandern und Deutschland geleisteten Dienste 1775 den Marschallstab und wurde Gouverneur von St.-Germain, wo er am 22. August 1793 starb.
Sein Sohn war Paul-François de Noailles.

## Ehrungen
Nach ihm ist die Pflanzengattung Ayenia L. 1756 aus der Familie der Malvengewächse (Malvaceae) benannt.